# Copălău
Copălău – wieś w Rumunii, w okręgu Botoszany, w gminie Copălău. W 2011 roku liczyła 2624 mieszkańców.